# Контрола квалитета
Надзор квалитета или контрола квалитета су поступци којима детаљно преиспитујемо квалитете свих фактора у производњи. ИСО 9000 дефинише контролу квалитета као: "управљање квалитетом фокусираном на остваривање потребне нивоа квалитета Универзалност примене контроле квалитетa огледа се у чињеници да је "данас квалитет један од саставних мисија успешног предузећа и битан фактор пословног управљања".

## Поступци контроле квалитета
Поступци контроле квалитета наглашавају три аспекта:
1. Делови контроле квалитета као на пример управљање контролама, управљање пословима, управљање дефинисаним процесима, критеријумима ефикасности и дефинисаним записима (нпр. мерења)
2. Надлежности везана уз контролу квалитета, као што су знања, вештине, искуства и оспособљеност квалификација
3. Разноврсни утицаји на квалитет (engleski: "soft elements") као што су особље, интегритет, самопоуздање, организацијска култура, мотивација, тимски дух као односима који могу утицати на квалитет производа.

Жељени квалитет производа је у опасности ако неки од горе наведених аспеката не ради према договореним правилима.
Контрола укључује производ (контролу), где сваки производ подлеже визуелној провери, понекад уз помоћ електронских помагала (нпр. микроскоп) како би се проверили и најмањи детаљи пре емитовања производа у продају. Особљу задуженом за контролу квалитета обавезно је уписивати податке о мерењима у унапред припремљеним записима (нпр. одступања од дозвољене толеранције, одступања од цртежом прописане толеранције храпавости површине).
Надзор квалитета је фокусиран на тестирање производа како би се открили могући недостаци који се анализирају у циљу доношења одлуке о наставку производње без или с поправкама. Квалитет квалитета настоји побољшати и стабилизовати производњу и припадне процесе како би се избегле у потпуности или на најмању могућу меру смањиле последице које доводе до одбацивања производа. Код уговорних послова потребно је обратити велику пажњу квалитета контроле.

## Највише коришћени поступци у контроли квалитета
Код неких конcуланата и организација постоји тенденција о именовању њима специфичних поступка. Само неки од тих поступака се примјењују код већег броја корисника:
| Терминологија                                                                             | Приближна година првог коришћења | Опис |
| ----------------------------------------------------------------------------------------- | -------------------------------- | --- |
| Статистичка контрола квалитета (енглески: Statistical quality control (SQC))              | 1930.                            | Статистичке методе користе се у доношењу одлука о популацији или неком процесу на основу анализе података садржаних у узорку. Применом статистичких метода у контроли квалитета процеса тежи се ка томе да процес буде доследан, контролисан, стабилан и предвидив. |
| Потпуна контрола квалитета (енглески: Total quality control (TQC))                        | 1956.                            | Напетости узроковане од одела који не учествују у непосредној производњи (нпр. рачуноводство, техничко цртање, финансије, људски ресурси, продаја). |
| Статистичка контрола процеса (енглески: Statistical process control (SPC))                | 1960.                            | Употреба контролних графикона како би пратили поједине производне процесе и омогућили повратне оцене задуженима за њихово управљане. Развијени поступци инспирацију су пронашли у направама за наџор.                                                               |
| Потпуна контрола квалитета унутар организације (engleski: Total Quality Management (TQM)) | 1968.                            | Јапанска верзија „ потпуна контрола квалитета " |
| Потпуно управљање квалитетом (engleski: Total Quality Management (TQM))                   | 1985.                            | Потпуно управљање квалитетом (eng. Total Quality Management, TQM)је приступ управљању који подразумева дуготрајну оријентацију ка трајном побољшању квалитета која ће задовољити и премашити очекивања купаца.                                                      |
| Шест Сигма (engleski: Six sigma) (6σ)                                                     | 1968.                            | Статичка контрола квалитета на којој почива укупна стратегија пословања. зачетник је Motorola. |

## Контрола квалитета током управљања пројеката
Приликом управљања пројеката, контрола квалитета захтева да менаџер пројекта, као и његова група буду укључени у пројекат да контролишу остварене кораке како би осигурали да остварено буде у оквиру договореног. У пракси, уобичајено је, да у оквиру пројекта буде укључено и одељeње за контролу квалитета.